# Porta-helicóptero
Porta-helicóptero é um termo relativo a um porta-aviões cujo objetivo principal é transportar helicópteros. Às vezes o termo é usado também para navios de assalto anfíbio.

## Países com porta-helicópteros
| País           | Marinha                                   | Ativos | Em construção | Planejados                    |
| -------------- | ----------------------------------------- | ------ | ------------- | ----------------------------- |
| Austrália      | Marinha Real Australiana                  | 2      | 0             | 0                             |
| Brasil         | Marinha do Brasil                         | 1      | 0             | 0                             |
| China          | Marinha do Exército Popular de Libertação | 3      | 1 (equipando) | (8 no total)                  |
| Coreia do Sul  | Marinha da Coreia do Sul                  | 2      | 0             | 0                             |
| Egito          | Forças Navais do Egito                    | 2      | 0             | 0                             |
| Espanha        | Armada Espanhola                          | 1      | 0             | 0                             |
| Estados Unidos | Marinha dos Estados Unidos                | 9      | 2             | (11 no total, Classe America) |
| França         | Marinha Nacional Francesa                 | 3      | 0             | 0                             |
| Itália         | Marinha Militar Italiana                  | 1      | 0             | 0                             |
| Índia          | Marinha Indiana                           | 0      | ?             | 4?                            |
| Japão          | Força Marítima de Autodefesa do Japão     | 4      | 0             | 0                             |
| Portugal       | Marinha Portuguesa                        | 0      | 1             | (1 no total)                  |
| Rússia         | Marinha da Rússia                         | 0      | 2             | (2 no total)                  |
| Tailândia      | Marinha Real Tailandesa                   | 1      | 0             | 0                             |
| Turquia        | Forças Navais Turcas                      | 1      | 0             | +1 (2 no total)               |

## Porta-helicópteros ativos
| País          | Classe                          | Nº de amura | Nome                   | Notas  |
| ------------- | ------------------------------- | ----------- | ---------------------- | ------ |
| Austrália     | Juan Carlos I / Camberra        | L01         | HMS Adelaide           | [ 2 ]  |
| Austrália     | Juan Carlos I / Camberra        | L02         | HMS Camberra           | [ 1 ]  |
| Brasil        | Ocean (ex navio do Reino Unido) | A-140       | NAM Atlântico          | [ 3 ]  |
| China         | Type 075                        | 31          | Hainan                 | [ 21 ] |
| China         | Type 075                        | 32          | Guangxi                | [ 21 ] |
| China         | Type 075                        | 33          | Anhui                  | [ 21 ] |
| China         | Type 075                        | 34          | -                      | [ 4 ]  |
| Coreia do Sul | Dokdo                           | 6111        | ROKS Dokdo             | [ 6 ]  |
| Coreia do Sul | Dokdo                           | 6112        | ROKS Marado            | [ 6 ]  |
| Egito         | Mistral                         | L1010       | ENS Gamal Abdel Nasser | [ 7 ]  |
| Egito         | Mistral                         | L1020       | ENS Anwar El Sadat     | [ 8 ]  |
| Espanha       | Juan Carlos I                   | L-61        | Juan Carlos I          | [ 9 ]  |
| França        | Mistral                         | L9013       | Mistral                | [ 13 ] |
| França        | Mistral                         | L9014       | Tonnerre               | [ 13 ] |
| França        | Mistral                         | L9015       | Dixmude                | [ 13 ] |
| Itália        | Trieste                         | L9890       | Triestre               | [ 14 ] |
| Japão         | Hyūga                           | DDH-181     | JS Hyūga               | [ 15 ] |
| Japão         | Hyūga                           | DDH-182     | JS Ise                 | [ 15 ] |
| Japão         | Izumo                           | DDH-183     | JS Izumo               | [ 15 ] |
| Japão         | Izumo                           | DDH-184     | JS Kaga                | [ 15 ] |
| Tailândia     | Príncipe de Asturias            | 991         | HTMS Chakri Naruebet   | [ 18 ] |
| Turquia       | Juan Carlos I / Anadolu         | L-400       | TCG Anadolu            | [ 19 ] |